# Hästskotjärnen (Åsele socken, Lappland)
Hästskotjärnen är en sjö i Åsele kommun i Lappland och ingår i Gideälvens huvudavrinningsområde. Sjöns area är 0,035 kvadratkilometer och den är belägen 400 meter över havet.